# 伯格特
伯格特，是匈牙利沃什州所辖的一个村，总面积4.99平方公里，总人口388，人口密度77.8人/平方公里（2010年1月1日）。